# Calle de San Francisco (Vitoria)
La calle de San Francisco es una vía pública de la ciudad española de Vitoria.

## Descripción
La vía, que obtuvo el título actual en el siglo XVIII, discurre desde la cuesta del mismo nombre hasta la confluencia de la calle Nueva Fuera con la de los Fueros, donde conecta con el portal del Rey. Tiene cruces con el paseo de los Arquillos y las calles de la Cuchillería, de la Pintorería y Nueva Dentro. Aparece descrita en la Guía de Vitoria (1901) de José Colá y Goiti con las siguientes palabras:

Calle de San Francisco.—Nombre primitivo. Se le dió este título á fines del siglo XVIII, si bien la parte nueva es del siglo pasado. Principia en la cuesta de San Francisco y concluye en la calle del Portal del Rey.
(Colá y Goiti, 1901, p. 55)

En un principio, desde el siglo XIII y hasta que se acometió una nueva división de 1887, se conocía bajo el mismo título todo el tramo que llegaba desde el portal del Rey, incluyendo la cuesta y también la actual calle de Mateo Benigno de Moraza. El nombre se explica por el ya desaparecido convento de San Francisco. En 1931 se fundió con el portal del Rey para dar lugar a la «calle de Fermín Galán», unión que se mantuvo hasta 1936. Fermín Galán Rodríguez (1899-1930) fue un militar ejecutado por su participación en la sublevación de Jaca. A lo largo de los años, han tenido sede en la calle la Sociedad de Cazadores y Pescadores de Álava, la Federación Alavesa de Ajedrez, el Club Deportivo Vitoria y el Hogar Navarro, entre otras instituciones y variados comercios.